# Unterwasser-Rugby-Champions Cup
Der Unterwasser-Rugby-Champions Cup ist ein freier Wettbewerb für Unterwasser-Rugby-Vereinsmannschaften. Zur Teilnahme sind die jeweiligen Landesmeister qualifiziert. Neben der European Underwater Rugby League ist es eines der bedeutendsten Turniere für Vereinsmannschaften.

## Geschichte
Der Champions Cup wurde 1987 vom FS Duisburg unter dem Namen Masters’ Cup gegründet und seitdem jährlich ausgetragen. 1999 erhielt die Veranstaltung ihren heutigen Namen. 2004 wurde der Champions Cup für Damen vom BUR-Berlin e.V. gegründet und seit dem ausgerichtet. Mit dem TC Berlin und in jüngerer Vergangenheit mit dem TSC Mannheim sind die deutschen Damen mehrmals erfolgreich vertreten. 1987 und 1997 gewann mit dem FS Duisburg auch eine deutsche Herren-Mannschaft den Pokal. Seit 1998 ist der BUR-Berlin e.V. ständiger Ausrichter des Champions Cups.

### Bisherige Sieger Männer
| Jahr | Gold                            | Silber                        | Bronze                        |
| ---- | ------------------------------- | ----------------------------- | ----------------------------- |
| 2019 | Orcas Medellín Kolumbien        | TSV Malsch Deutschland        | Molde UVK Norwegen            |
| 2018 | Orcas Medellín Kolumbien        | TC Bamberg Deutschland        | Flipper Copenhagen Dänemark   |
| 2017 | Riihimäen Finnland              | Flipper Copenhagen Dänemark   | TC Bamberg Deutschland        |
| 2016 | Molde UVK Norwegen              | TC Bamberg Deutschland        | Orcas Medellín Kolumbien      |
| 2015 | Molde UVK Norwegen              | Orcas Medellín Kolumbien      | TC Bamberg Deutschland        |
| 2014 | Molde UVK Norwegen              | Orcas Medellín Kolumbien      | TC Bamberg Deutschland        |
| 2013 | Molde UVK Norwegen              | TC Bamberg Deutschland        | UWRC Betta Moskau Russland    |
| 2012 | Molde UVK Norwegen              | SDK Malmö Triton Schweden     | TC Bamberg Deutschland        |
| 2011 | Molde UVK Norwegen              | TC Bamberg Deutschland        | Orcas Medellín Kolumbien      |
| 2010 | Molde UVK Norwegen              | Orcas Medellín Kolumbien      | TC Bamberg Deutschland        |
| 2009 | SDK Malmö Triton Schweden       | Molde UVK Norwegen            | PI Copenhagen Dänemark        |
| 2008 | Molde UVK Norwegen              | TC Bamberg Deutschland        | Ahveniston Vesipedot Finnland |
| 2007 | Molde UVK Norwegen              | Ahveniston Vesipedot Finnland | PI Copenhagen Dänemark        |
| 2006 | SDK Malmö Triton Schweden       | Ahveniston Vesipedot Finnland | TSV Malsch Deutschland        |
| 2005 | SDK Malmö Triton Schweden       | Molde UVK Norwegen            | Ahveniston Vesipedot Finnland |
| 2004 | Ahveniston Vesipedot Finnland   | SDK Malmö Triton Schweden     | Molde UVK Norwegen            |
| 2003 | Molde UVK Norwegen              | SDK Malmö Triton Schweden     | PI Copenhagen Dänemark        |
| 2002 | Ahveniston Vesipedot Finnland   | PI Copenhagen Dänemark        | SDK Malmö Triton Schweden     |
| 2001 | SDK Malmö Triton Schweden       | FS Duisburg Deutschland       | BUR Berlin Deutschland        |
| 2000 | Ahveniston Vesipedot Finnland   | Molde UVK Norwegen            | BUR Berlin Deutschland        |
| 1999 | Ahveniston Vesipedot Finnland   | BSI Boblen Norwegen           | FS Duisburg Deutschland       |
| 1998 | Ahveniston Vesipedot Finnland   | FS Duisburg Deutschland       | Akkaren SDK Norwegen          |
| 1997 | FS Duisburg Deutschland         | UWRC Wien Österreich          | BSI Boblen Norwegen           |
| 1996 | Linköping SDK Schweden          |                               |                               |
| 1995 | Linköping SDK Schweden          |                               |                               |
| 1994 |                                 |                               |                               |
| 1993 | Ausgefallen                     |                               |                               |
| 1992 | SDK Näcken Katrineholm Schweden |                               |                               |
| 1991 | SDK Näcken Katrineholm Schweden |                               |                               |
| 1990 | SDK Näcken Katrineholm Schweden |                               |                               |
| 1989 | SDK Näcken Katrineholm Schweden |                               |                               |
| 1988 | Felix DF Göteborg Schweden      |                               |                               |
| 1987 | FS Duisburg Deutschland         |                               |                               |

| Platz | Verein                        | Gold | Silber | Bronze | Gesamt |
| ----- | ----------------------------- | ---- | ------ | ------ | ------ |
| 1     | Molde UVK Norwegen            | 10   | 3      | 2      | 15     |
| 2     | Ahveniston Vesipedot Finnland | 5    | 2      | 2      | 9      |
| 3     | SDK Malmö Triton Schweden     | 4    | 3      | 1      | 8      |
| 4     | Näken Katrineholm Schweden    | 4    |        |        | 4      |
| 5     | FS Duisburg Deutschland       | 2    | 2      | 1      | 5      |
| 6     | Linköping SDK Schweden        | 2    |        |        | 2      |
| 7     | Orcas Medellín Kolumbien      | 2    | 3      | 2      | 7      |
| 8     | Riihimäen Finnland            | 1    |        |        | 1      |
| 8     | Felix DF Göteborg Schweden    | 1    |        |        | 1      |
| 10    | TC Bamberg Deutschland        |      | 5      | 5      | 10     |
| 11    | PI Copenhagen Dänemark        |      | 1      | 3      | 4      |
| 12    | BSI Boblen Norwegen           |      | 1      | 1      | 2      |
| 12    | Flipper Copenhagen Dänemark   |      | 1      | 1      | 2      |
| 14    | UWRC Wien Österreich          |      | 1      |        | 1      |
| 15    | BUR Berlin Deutschland        |      |        | 2      | 2      |
| 16    | TSV Malsch Deutschland        |      | 1      | 1      | 2      |
| 16    | Akkaren SDK Norwegen          |      |        | 1      | 1      |
| 16    | UWRC Betta Moskau Russland    |      |        | 1      | 1      |

### Bisherige Sieger Frauen
| Jahr | Gold                              | Silber                            | Bronze                        |
| ---- | --------------------------------- | --------------------------------- | ----------------------------- |
| 2019 | Akkaren SDK Norwegen              | UC Langen Deutschland             | Orcas Medellín Kolumbien      |
| 2018 | Akkaren SDK Norwegen              | FS Duisburg Deutschland           | Amager UV Dänemark            |
| 2017 | UC Langen Deutschland             | Akkaren SDK Norwegen              | Orcas Medellín Kolumbien      |
| 2016 | Akkaren SDK Norwegen              | Castores Kolumbien                | UC Langen Deutschland         |
| 2015 | SG Stuttgart/Weinheim Deutschland | UV Kopenhagen Dänemark            | Orcas Medellín Kolumbien      |
| 2014 | NTNUI-DG Trondheim Norwegen       | SG Stuttgart/Weinheim Deutschland | Orcas Medellín Kolumbien      |
| 2013 | Akkaren SDK Norwegen              | FS Duisburg Deutschland           | Orcas Medellín Kolumbien      |
| 2012 | TSC Shark Mannheim Deutschland    | Molde UVK Norwegen                | Nasut Finnland                |
| 2011 | TSC Shark Mannheim Deutschland    | BSI Boblen Norwegen               | Firenze RS Italien            |
| 2010 | Orcas Medellín Kolumbien          | Nasut Finnland                    | TC Berlin Deutschland         |
| 2009 | Molde UVK Norwegen                | TC Berlin Deutschland             | Musslorna/Felix Flix Schweden |
| 2008 | TC Berlin Deutschland             | Sjökorna Schweden                 | Molde UVK Norwegen            |
| 2007 | TC Berlin Deutschland             | Akkaren SDK Norwegen              | Sjökorna Schweden             |
| 2006 | TC Berlin Deutschland             | UV Kopenhagen Dänemark            | BSI Boblen Norwegen           |
| 2005 | Akkaren SDK Norwegen              | UV Kopenhagen Dänemark            | STC München Deutschland       |
| 2004 | TC Berlin Deutschland             | SDK Malmö Triton Schweden         | Molde UVK Norwegen            |

| Platz | Verein                            | Gold | Silber | Bronze | Gesamt |
| ----- | --------------------------------- | ---- | ------ | ------ | ------ |
| 1     | Akkaren SDK Norwegen              | 5    | 2      |        | 7      |
| 2     | TC Berlin Deutschland             | 4    | 1      | 1      | 6      |
| 3     | TSC Shark Mannheim Deutschland    | 2    |        |        | 2      |
| 4     | Molde UVK Norwegen                | 1    | 1      | 2      | 4      |
| 5     | SG Stuttgart/Weinheim Deutschland | 1    | 1      |        | 2      |
| 6     | Orcas Medellín Kolumbien          | 1    |        | 6      | 7      |
| 7     | UC Langen Deutschland             | 1    | 1      | 1      | 3      |
| 8     | NTNUI-DG Trondheim Norwegen       | 1    |        |        | 1      |
| 9     | UV Kopenhagen Dänemark            |      | 3      |        | 3      |
| 10    | FS Duisburg Deutschland           |      | 2      |        | 2      |
| 11    | Nasut Finnland                    |      | 1      | 1      | 2      |
| 11    | BSI Boblen Norwegen               |      | 1      | 1      | 2      |
| 11    | Sjökorna Schweden                 |      | 1      | 1      | 2      |
| 14    | Castores Kolumbien                |      | 1      |        | 1      |
| 15    | Firenze RS Italien                |      |        | 1      | 1      |
| 15    | STC München Deutschland           |      |        | 1      | 1      |
| 15    | Musslorna/Felix Flix Schweden     |      |        | 1      | 1      |
| 15    | Amager UV Dänemark                |      |        | 1      | 1      |